# 森上站
森上站（日语：／ Morikami eki */?）是位於愛知縣稻澤市祖父江町森上本鄉七，名古屋鐵道（名鐵）的尾西線車站。車站編號為「BS06」。此站為稻澤市西部的主要車站，也是祖父江地區的代表車站。由於此站乘坐鐵路前往名古屋需要繞道而行，因此車站附近居民會選擇於國府宮站乘車前往名古屋。

## 歷史、概要
在昭和18年發行的名鐵路線資訊中，此站與萩原站、丸渕站共同成為尾西線內的準主要車站。在特急還在尾西線行走的時代，此站是特急停車站。
曾經，站內設有分支前往市內，於木曾川旁邊的舊三興製紙（現時：Materia祖父江工場）之專用鐵道。
整日幾乎所有班次均行走津島至名鐵一宮之間。名鐵一宮方向的班次中，所有班次都是前往名鐵一宮。但是在舉行尾張津島天王祭時，當日會設有數班臨時列車以此站為終點站。
- 1899年（明治32年）2月17日 - 尾西鐵道車站啟用。
- 1925年（大正14年）8月1日 - 隨著尾西鐵道被收購，此站成為名鐵尾西線車站。
- 1968年（昭和43年）5月12日 - 成為特急停車站[2]。
- 1969年（昭和44年）7月6日 - 降級成為準急停車站[2]。
- 1970年（昭和45年）12月25日 - 降級成為普通停車站[2]。
- 1974年（昭和49年）3月17日 - 升級成為特急停車站[2]。
- 1975年（昭和50年）9月16日 - 降級成為急行停車站[2]。
- 1977年（昭和52年） - 降級成為普通停車站。
- 1978年（昭和53年）7月23日 - 終止專用線的貨物業務[3]。
- 2007年（平成19年）8月8日 - 車站可以使用「Tranpass」[4]。
- 2011年（平成23年）2月11日 - 車站可以使用「manaca」IC卡。
- 2012年（平成24年）2月29日 - 車站不再可以使用「Tranpass」。
- 2015年（平成27年）
  - 9月 - 站前廣場完成[5]。
  - 11月5日 - 站前廣場建立了刻上之石碑，並舉行揭幕儀式[5]。

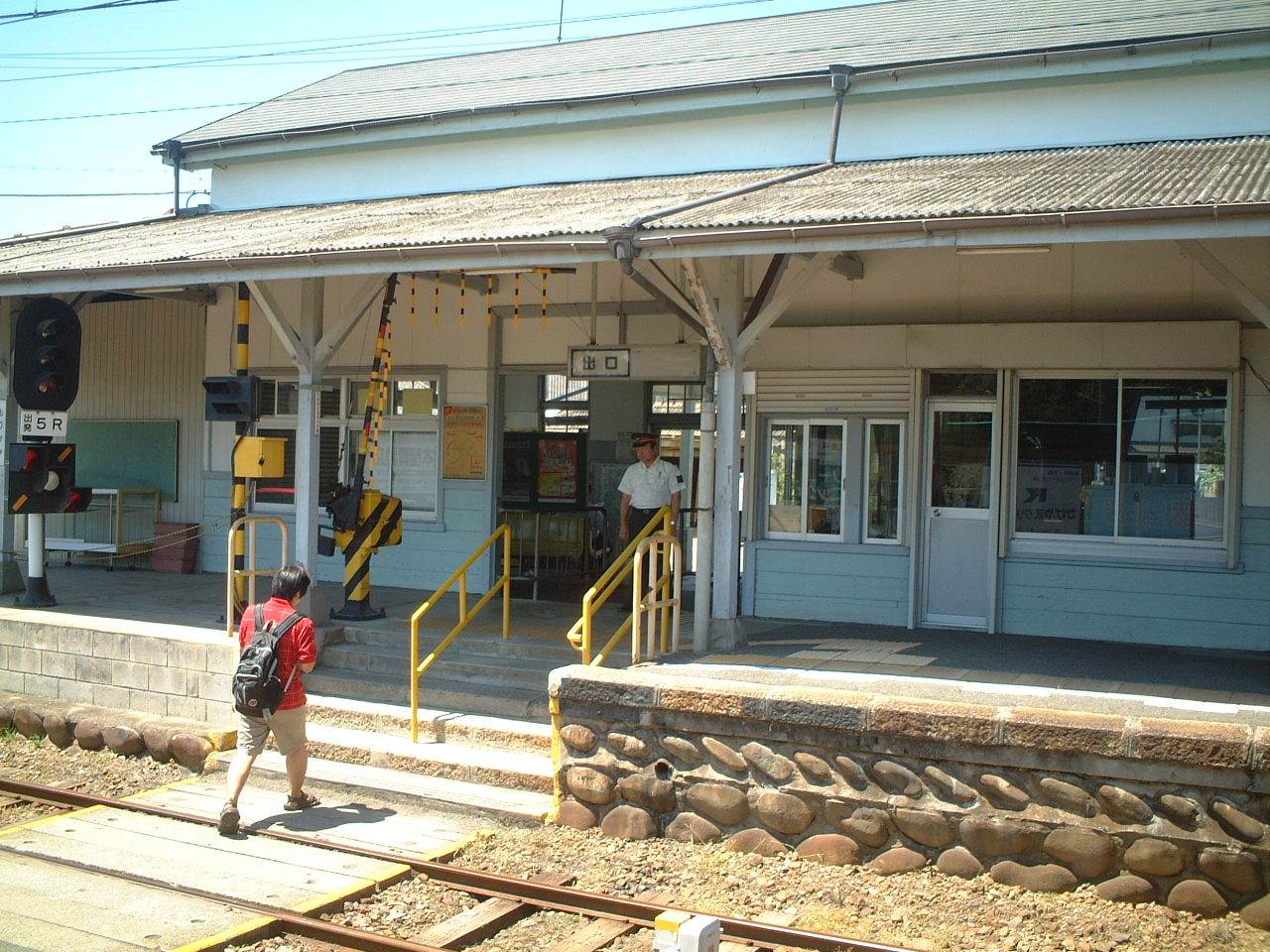
舊車站大樓時代的站內平交道

## 車站構造
車站是一座地面車站，設有2面3線的月台。此站是津島站至名鐵一宮駅站之間唯一整日有人車站。1號月台可容納6卡，2、3號月台可容納4卡列車。現時1號月台用作留置線。車站是建在單線鐵路上，而站內南邊仍然是單線鐵路區間，該處設有場內信號燈。在信號燈南面才是雙線鐵路（站內沒有雙線鐵路化是由於收地不成功）。1號月台沒有路軌連接名鐵一宮一方。
在2007年前，此站曾經設有舊車站大樓（1939年5月建成），現時經過重建後設有新車站大樓。站內設有2座自動閘機。此站可使用IC卡manaca。
站內引入了自動廣播系統。月台上設有廁所。車站大樓外設有的士站、收費停車場、免費單車停泊場和自動販賣機。另外，此站與國府宮站同樣，於站務室內設有稻澤市的吉祥物Inappy的毛絨玩偶。

### 月台
| 月台 | 路線                     | 方向 | 目的地       | 備註                                         |
| ---- | ------------------------ | ---- | ------------ | -------------------------------------------- |
| 1    | 尾西線（名鐵一宮〜津島） | 上行 | 津島方向     | 從此站出發 現時為留置線                      |
| 2    | 尾西線（名鐵一宮〜津島） | 下行 | 名鐵一宮方向 | 整日前往名鐵一宮                             |
| 3    | 尾西線（名鐵一宮〜津島） | 上行 | 津島方向     | 平日早上設有經津島前往須口、名古屋方向的班次 |

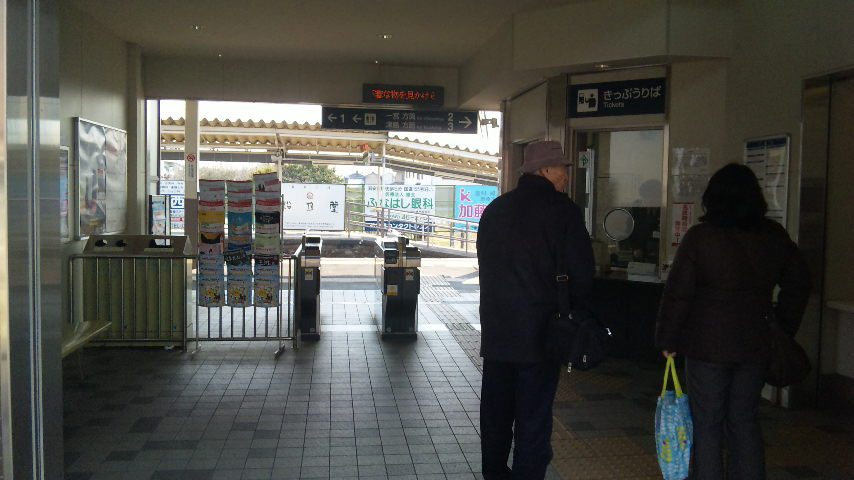
閘口
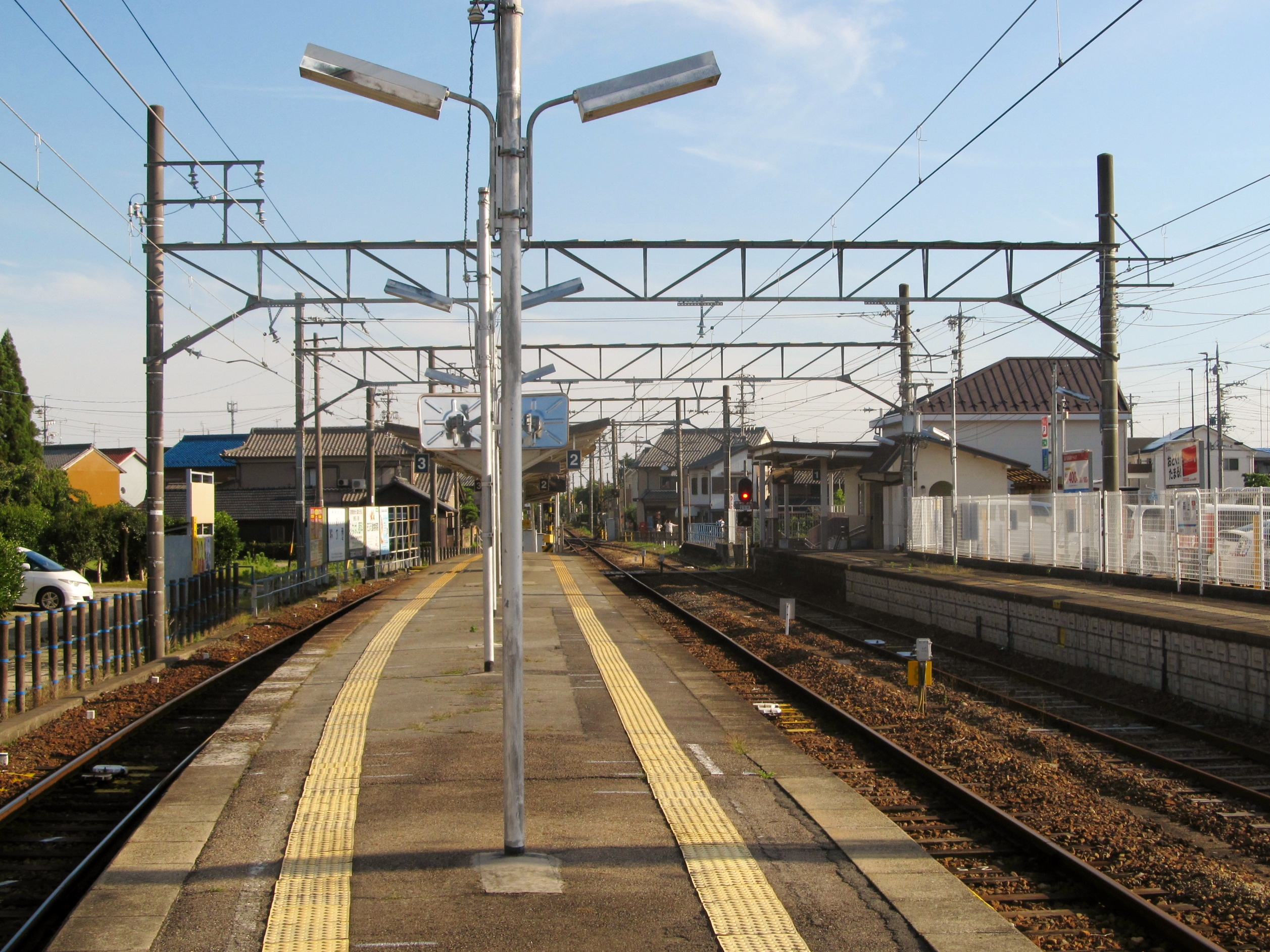
月台
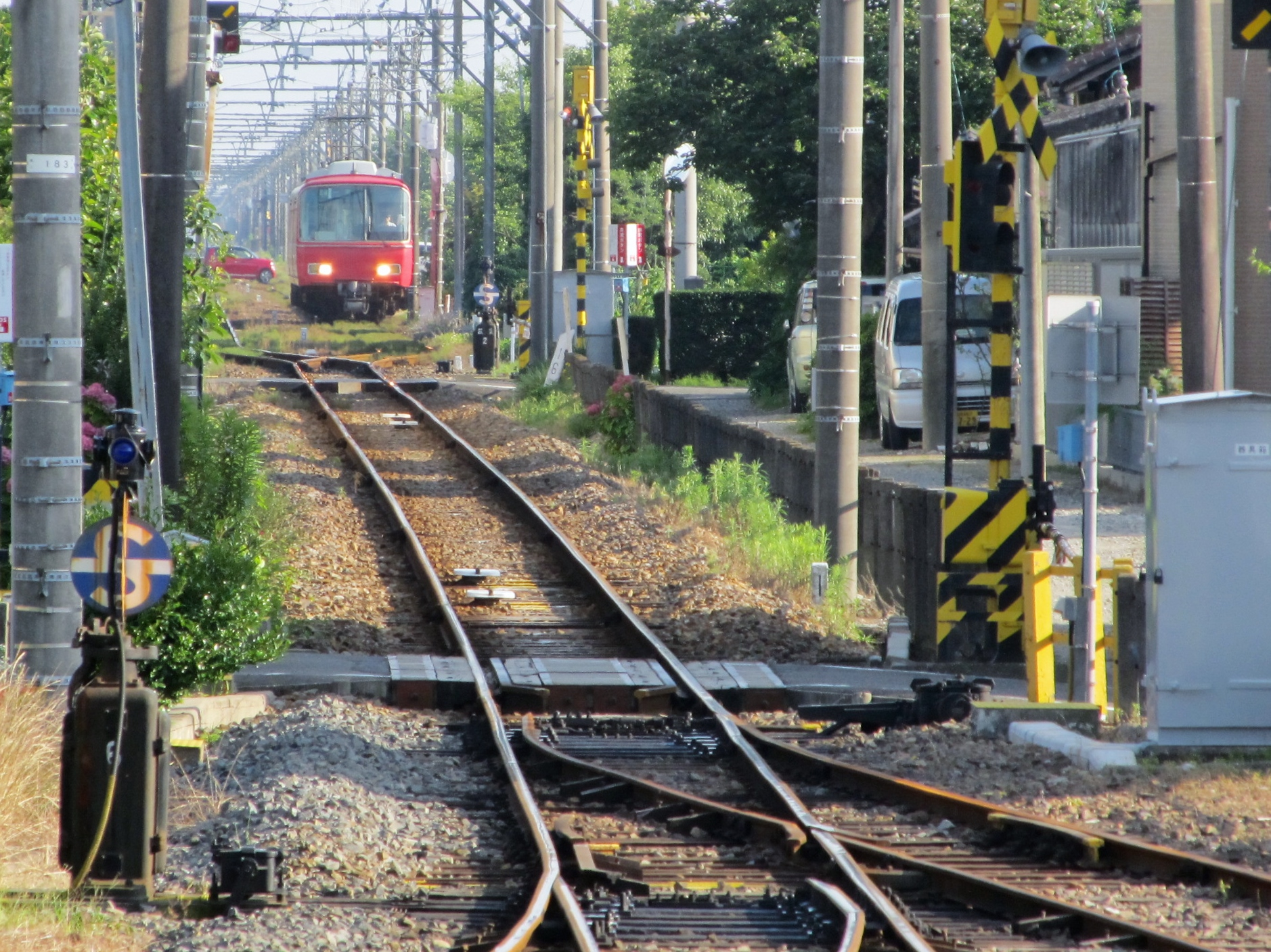
津島一方有一段單線鐵路區間

### 配線圖
| ← 一宮方向      | 森上站 站內配線略圖 | → 津島方向 |
| 图例 参考文献： |                     |            |

## 利用狀況
- 在「移動等圓滑化取組報告書」中提及在2019年度，當時1日平均上下車人次為3,062人[8]。
- 在中提及在2013年度，當時1日平均上下車人次為3,269人，為名鐵所有車站（275站）排名第130，尾西線（22站）中排名第6[9]。
- 在中提及在1992年度，當時1日平均上下車人次為3,538人，為除岐阜市內線均一車費區間內各站（岐阜市內線、田神線、美濃町線徹明町站至琴塚站之間）外名鐵所有車站（342站）中排名第124，尾西線（23站）中排名第4[10]。
- 在《稻澤之統計》中，以下為1日平均上下車人次變化[11]。

| 年度   | 1日平均 上下車人次 |
| ------ | ------------------ |
| 2004年 | 2,849              |
| 2005年 | 2,910              |
| 2006年 | 2,963              |
| 2007年 | 3,061              |
| 2008年 | 3,179              |
| 2009年 | 3,167              |
| 2010年 | 3,149              |
| 2011年 | 3,245              |
| 2012年 | 3,210              |
| 2013年 | 3,269              |
| 2014年 | 3,111              |
| 2015年 | 3,165              |
| 2016年 | 3,147              |
| 2017年 | 3,194              |
| 2018年 | 3,120              |
| 2019年 | 3,062              |

愛知縣立杏和高等學校於2005年開校後，開始有許多學生使用此站，近年的上下車人次大約在平均3,100人左右。

## 車站周邊
- 名鐵協商（日语：名鉄協商）森上站前停車場（1日500日圓）
- 稻澤市政廳 祖父江分所（舊・祖父江町（日语：祖父江町）公所）
- 祖父江之森圖書館（日语：稲沢市図書館#祖父江の森図書館）（祖父江暖水池）
- 祖父江町體育館
- 愛知縣立杏和高等學校（日语：愛知県立杏和高等学校）
- 森上郵局
- 稻澤厚生醫院（日语：稲沢厚生病院）
- 王子Materia株式會社祖父江工場→舊高崎三興（三興製紙)
- 愛知王子紙業株式會社
- 稻澤市立領內小學
- 善光寺東海別院（日语：善光寺東海別院）（祖父江善光寺）
- 國道155號（日语：国道155号）
- 石碑 - 設置於站前廣場。在2015年（平成27年）11月5日舉行了揭幕儀式[5]。
- 祖父江銀杏黃葉節 - 毎年有約17萬人到訪[5]。

## 巴士路線
- 稻澤市「祖父江、下津線 親睦之鄉系統」「祖父江、下津線 地泉院系統」森上站巴士站
- 苅安賀汽車學校「祖父江、平和路線」森上乘車處
- 稻澤厚生醫院（日语：稲沢厚生病院）免費巡回巴士「祖父江、明治路線」「平和路線」森上站乘車處

曾經此站設有前往國府宮站的名鐵巴士路線。

## 相鄰車站
名古屋鐵道
 尾西線
上丸渕（BS05）－森上（BS06）－山崎（BS07）

## 註腳
1. ↑  日本国有鉄道貨物局. . 名取紀之、瀧澤隆久  (编). . Neko出版. 2003: 394. ISBN 978-4777000487 （日语）.
2. 1 2 3 4 5  德田耕一著《まるごと名古屋の電車ぶらり沿線の旅　名鉄・地下鉄編》2011年。97頁。
3. ↑  名古屋鉄道広報宣伝部（編）. . 名古屋鉄道. 1994: 1042 （日语）.
4. ↑  . 交通新聞 (交通新聞社). 2007-12-07: 1 （日语）.
5. 1 2 3 4  福本英司. . 中日新聞 (中日新聞社). 2015-11-06: 朝刊 尾張版 20 （日语）.
6. ↑  森上駅 - 電車のご利用案内 （页面存档备份，存于）（日語），2019年3月23日參閲
7. ↑  電氣車研究會，『鐵道畫刊』通卷第816號 2009年3月 臨時特刊號 「特集 - 名古屋鉄道」，卷末附有「名古屋鉄道 配線略図」
8. ↑   (PDF). 名古屋鉄道.   [2021-05-22]. （原始内容存档 (PDF)于2021-01-22） （日语）.
9. ↑  名鐵120年史編纂委員會事務局（編）. . 名古屋鐵道. 2014: 160–162 （日语）.
10. ↑  名古屋鐵道廣報宣傳部（編）. . 名古屋鐵道. 1994: 651–653 （日语）.
11. ↑  稲沢の統計2021 （页面存档备份，存于）（日語） - 稻澤市

## 外部連結
- 森上 - 名古屋鐵道